# Dialetto beneventano
Il dialetto beneventano è una varietà vernacolare campana che ha subìto una propria evoluzione nello spazio corrispondente al territorio dell'exclave pontificia di Benevento; tale vernacolo si affianca ad altri tipi linguistici simili riferibili a uno stesso ceppo e, per fonetica, morfologia e lessico, si differenzia sotto alcuni aspetti dal napoletano.

## Grammatica
Nel dialetto beneventano, le vocali finali atone dei sostantivi tendono a ridursi, come ad esempio la o che diventa uno scevà. Gli aggettivi e predicati in -ato o -oso tendono generalmente a mutare la desinenza -uto e -uso. La desinenza dell'infinito dei verbi della 1ª coniugazione invece di -are è quasi sempre -ane, come in fravecàne ("lavorare"), stàne ("stare"), parlàne ("parlare"); subiscono troncamento gli infiniti in -ere con -e- tonica della 2ª coniugazione e in -ire della 3ª, come in cadé ("cadere"), vedé ("vedere"), sentì ("sentire"; spesso anche sente, uguale nella forma alla terza persona singolare dell'ind. presente), morì ("morire"); mentre gli infiniti in -ere con -e- atona della 2ª coniugazione perdono l'ultima sillaba: credere, scendere, correre, rompere, dire sono realizzati come crede, scenne (con assimilazione progressiva del secondo elemento del nesso -nd- > -nn-, come nei dialetti meridionali si verifica nel caso di quando > quanno), corre, rompe, dice (evidente la derivazione diretta dalla forma latina dicěre).
Esempi:
- sòrdo invece di "soldo";
- salmento invece di "sarmento";
- surdo invece di "sordo";
- salda invece di "sarda".

## Dialetti della provincia di Benevento
La provincia di Benevento è sorta nel 1860 e soltanto una piccola parte di essa (benché densamente popolata) corrispondeva all'ex-dominio pontificio di Benevento, mentre tutti gli altri territori erano stati aggregati da altre province circostanti (soprattutto il Principato Ultra, ma anche la Capitanata, il Molise e la Terra di Lavoro). Ad ogni modo tutti i dialetti parlati in provincia di Benevento rientrano nel grande filone dei dialetti italiani meridionali; essi sono infatti di origine latina poiché le varie tribù sannitiche (Caudini, Irpini, Pentri) che anticamente occupavano il territorio furono completamente romanizzate. A differenza che nelle limitrofe province di Avellino, Campobasso e Foggia non sono presenti minoranze linguistiche legalmente riconosciute.